# Håkon Didriksen
Håkon Didriksen (ur. 2 lutego 1974), znany również jako Memnock – norweski basista. Håkon Didriksen znany jest przede wszystkim z występów w grupie muzycznej Susperia. Wraz z zespołem nagrał m.in. pięć albumów studyjnych: Predominance (2001), Vindication (2002, Unlimited (2004), Cut From Stone (2007) oraz Attitude (2009). Muzyk współpracował ponadto z takimi grupami jak: Vanaheim, Black Comedy, Metadox i Old Man’s Child.